# クフシノヴォ
座標: 北緯57度02分 東経34度10分 / 北緯57.033度 東経34.167度

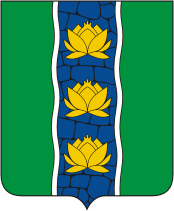
クフシノヴォの紋章

クフシノヴォ（ロシア語: Кувши́ново, Kuvshinovo）は、ロシアのトヴェリ州にある町。人口は9,262人（2021年）。州都トヴェリからは西へ133km。
クフシノヴォはヴァルダイ丘陵にあり、トヴェリからトルジョークを経てオスタシコフに至る道の途中にある。トヴェルツァ川支流のオスガ川が街を流れる。また1928年に開通したトルジョーク-ソブラゴ間の鉄道も通る。

## 歴史

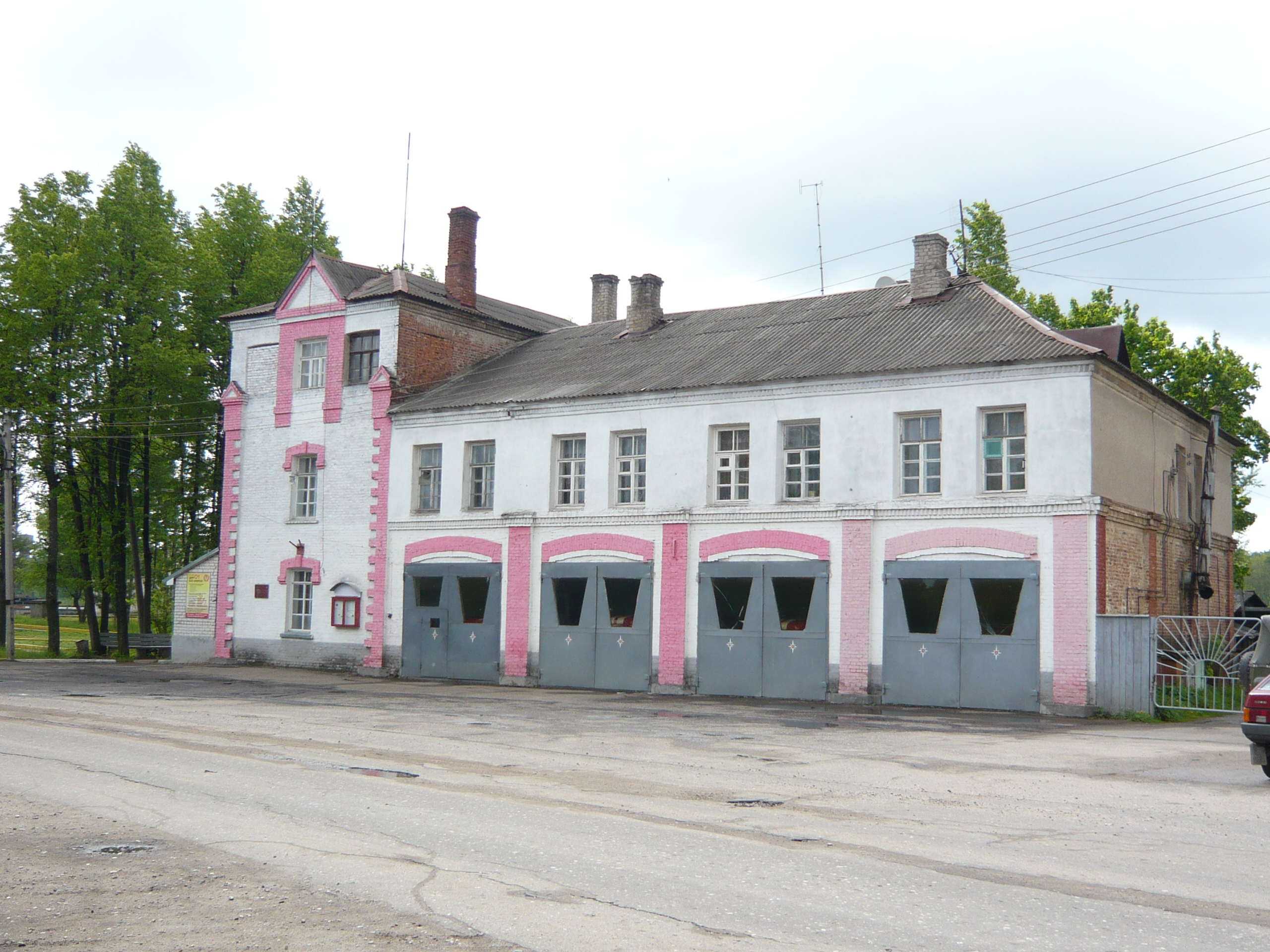
クフシノヴォの古い消防署

1624年の記録にはカメンスコエという村がこの地にあったことが出ている。1829年、カメンスコエ村に W.P.ムシン＝プーシキン伯爵が製紙工場を作り、1870年代初頭に実業家のM.クフシノフが工場を買収した。1910年、この地に鉄道が伸びたが、クフシノフ工場の所有者で地主でもあるクフシノフ家から、駅はクフシノヴォと名付けられた。クフシノヴォ駅の周辺にできた集落が大きくなりカメンスコエの村とひとつになった。1938年にはカメンスコエ村はカメンカ市となった。
1963年、カメンカ地区は解体しトルジョークスキー地区の一部となったが1965年に元に戻された。この際、カメンカ市は、同名の町がロシアに多数あるという理由から、クフシノヴォ駅にちなみクフシノヴォ市と改名された。ロシア革命以前の実業家にちなんだ地名がソビエト時代になって採用されるのは異例だが、スイレンを意味するクフシンカ（Кувшинка）から「スイレンの町」という意味にも解釈できるこの名になった。市の紋章にもスイレンが描かれている。

## 文化

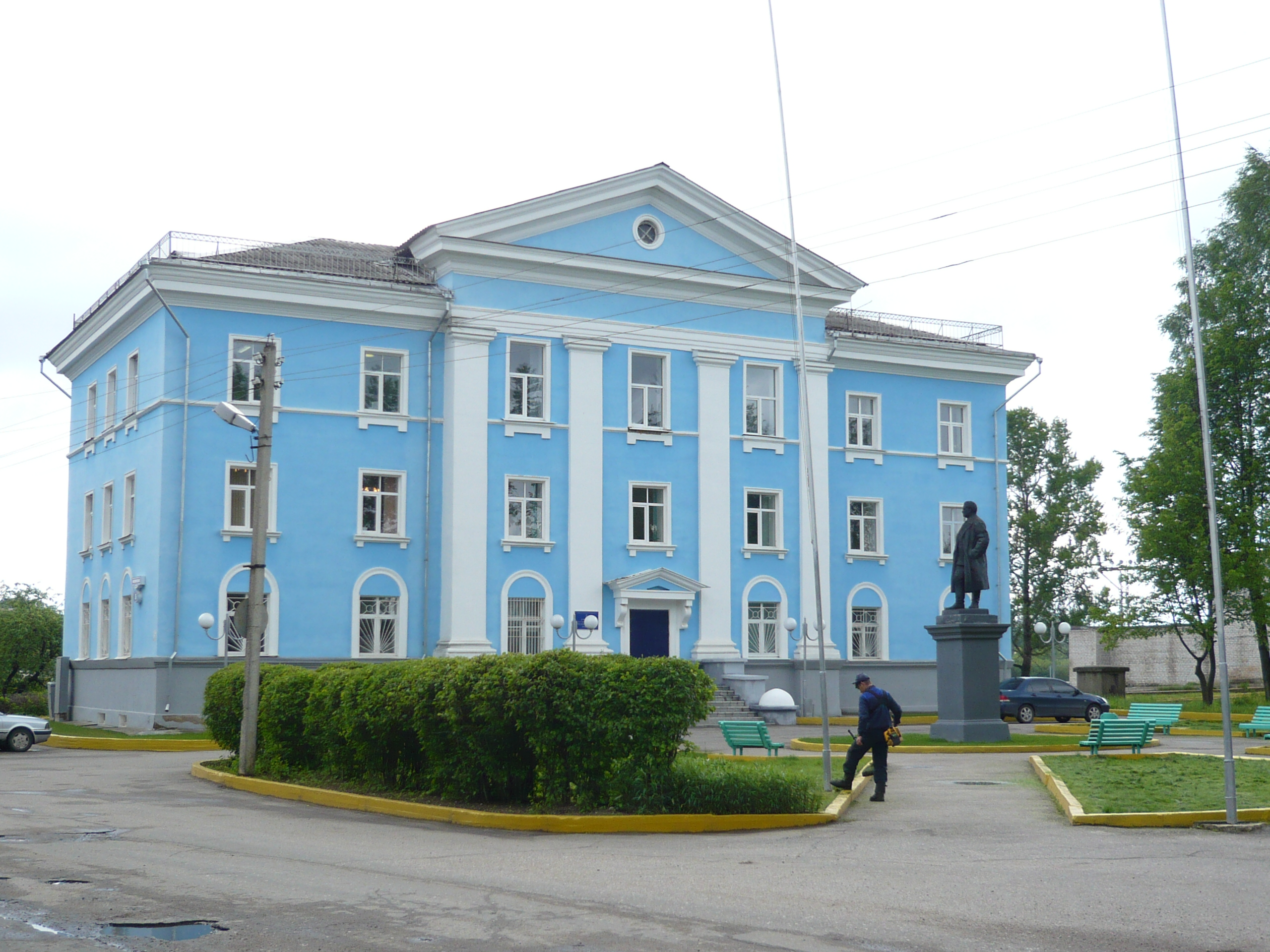
製紙工場の管理棟

クフシノヴォには20世紀初頭の建築がいくつかあり、1913年建設の集会堂や1916年に建てられた工場主J.M.クスチノヴァの邸宅などが残る。
近隣のプリャムチノ村には、邸宅・聖堂・庭園などを備えたバクーニン家の地所が残る。革命家でアナキストのミハイル・バクーニン（1814年-1876年）はこの村で生まれている。

## 経済
クフシコヴォには製紙工場と段ボール工場があるほか、製材工場なども立地する。